# هيرب دين
هيرب دين (بالإنجليزية: Herb Dean)‏ هو فنان قتال مختلط وحكم أمريكي، ولد في 30 سبتمبر 1970 في باسادينا في الولايات المتحدة.

## وصلات خارجية
- الموقع الرسمي
- هيرب دين على موقع شيردوغ (الإنجليزية)
- هيرب دين على موقع IMDb (الإنجليزية)
- هيرب دين على موقع قاعدة بيانات الفيلم (الإنجليزية)